# Panamá nos Jogos Olímpicos de Verão de 2012
O Panamá competiu nos XXX Jogos Olímpicos de Verão de 2012 em Londres, a partir do dia 27 de julho de 2012 até 12 de agosto de 2012.

## Atletismo
Atletas panamenhos, até agora alcançaram padrões de qualificação nos seguintes eventos de atletismo (até um máximo de 3 atletas em cada evento no padrão "A", e 1 no 'B' Standard):

### Masculino
| Atleta        | Evento | Fase de grupo | Fase de grupo | Quartas de final | Quartas de final | Semifinal | Semifinal | Final     | Final |
| Atleta        | Evento | Resultado     | Posição       | Resultado        | Posição          | Resultado | Posição   | Resultado | Rank  |
| ------------- | ------ | ------------- | ------------- | ---------------- | ---------------- | --------- | --------- | --------- | ----- |
| Alonso Edward | 100 m  |               |               |                  |                  |           |           |           |       |

### Evento de campo
| Atleta          | Evento | Fase de grupo | Fase de grupo | Quartas de final | Quartas de final | Semifinal | Semifinal | Final     | Final |
| Atleta          | Evento | Resultado     | Posição       | Resultado        | Posição          | Resultado | Posição   | Resultado | Rank  |
| --------------- | ------ | ------------- | ------------- | ---------------- | ---------------- | --------- | --------- | --------- | ----- |
| Irving Saladino | 100 m  |               |               |                  |                  |           |           |           |       |

### Feminino
| Atleta        | Evento | Fase de grupos | Fase de grupos | Quartas de final | Quartas de final | Semifinal          | Semifinal | Final     | Final   |
| Atleta        | Evento | Resultado      | Posição        | Resultado        | Posição          | Resultado          | Posição   | Resultado | Posição |
| ------------- | ------ | -------------- | -------------- | ---------------- | ---------------- | ------------------ | --------- | --------- | ------- |
| Andrea Ferris | 800 m  | 2:05.59        | 5              | —                | —                | Não se classificou |           |           |         |

## Boxe

### Masculino
| Atleta       | Evento | Fase de grupo | Fase de grupo | Quartas de final | Quartas de final | Semifinal | Semifinal | Final     | Final |
| Atleta       | Evento | Resultado     | Posição       | Resultado        | Posição          | Resultado | Posição   | Resultado | Rank  |
| ------------ | ------ | ------------- | ------------- | ---------------- | ---------------- | --------- | --------- | --------- | ----- |
| Juan Huertas | 100 m  |               |               |                  |                  |           |           |           |       |

## Judo
Panamá qualificou um judoca.
| Atleta        | Evento | Fase de grupo | Fase de grupo | Quartas de final | Quartas de final | Semifinal | Semifinal | Final     | Final |
| Atleta        | Evento | Resultado     | Posição       | Resultado        | Posição          | Resultado | Posição   | Resultado | Rank  |
| ------------- | ------ | ------------- | ------------- | ---------------- | ---------------- | --------- | --------- | --------- | ----- |
| Omar Simmonds | 100 m  |               |               |                  |                  |           |           |           |       |

## Natação
Nadadores até agora alcançaram padrões de qualificação nos seguintes eventos (até um máximo de 2 nadadores em cada prova no tempo de qualificação olímpica (OQT) e, potencialmente, 1 no momento da Seleção Olímpica (OST)): O Panamá também ganhou uma "bolsa universitária" da FINA.

### Masculino
| Atleta       | Evento | Fase de grupo | Fase de grupo | Quartas de final | Quartas de final | Semifinal | Semifinal | Final     | Final |
| Atleta       | Evento | Resultado     | Posição       | Resultado        | Posição          | Resultado | Posição   | Resultado | Rank  |
| ------------ | ------ | ------------- | ------------- | ---------------- | ---------------- | --------- | --------- | --------- | ----- |
| Edgar Crespo | 100 m  |               |               |                  |                  |           |           |           |       |

## Taekwondo
Panamá foi dado um operador wild card.
| Atleta            | Evento | Fase de grupo | Fase de grupo | Quartas de final | Quartas de final | Semifinal | Semifinal | Final     | Final |
| Atleta            | Evento | Resultado     | Posição       | Resultado        | Posição          | Resultado | Posição   | Resultado | Rank  |
| ----------------- | ------ | ------------- | ------------- | ---------------- | ---------------- | --------- | --------- | --------- | ----- |
| Carolena Carstens | 100 m  |               |               |                  |                  |           |           |           |       |